# Frank Evershed
Pas d'image ? Cliquez ici

a Compétitions nationales et continentales officielles uniquement.

b Matchs officiels uniquement.
Frank Evershed, né le 6 septembre 1866 à Stapenhill (Angleterre) et mort le 29 juin 1954 à Winshill (Angleterre), est un joueur international anglais de rugby à XV évoluant au poste d'avant en équipe d'Angleterre pour laquelle il joue à dix reprises. Il participe au Tournoi britannique 1892 remporté par l'Angleterre en obtenant une Triple couronne.
Il pratique également le cricket avec le Derbyshire.

## Biographie
Frank Evershed est le fils de Sydney Evershed, le brasseur et député, membre du Parti libéral (Royaume-Uni), élu de la circonscription de Burton. Il naît à Stapenhill (alors dans le Derbyshire). 
Frank Evershed épouse Florence Helen Lowe, la fille de Thomas Barnabas Lowe. Leur fils, Francis Raymond Evershed, est le premier et dernier baron Evershed de Stapenhill.

## Carrière en rugby à XV
Frank Evershed honore sa première cape internationale quand il est retenu pour affronter les Māori de Nouvelle-Zélande en tournée européenne le 16 février 1889. L'Angleterre s'impose 7 à 0 avec cinq essais inscrits dont un d'Evershed. Il est retenu pour disputer le tournoi britannique en 1890 pour le match d'ouverture face à l'équipe du pays de Galles le 15 février 1890 à Llanelli. Le match est historique pour les Gallois puisqu'il s'agit de la première victoire face aux Anglais grâce à l'unique essai du match marqué par Buller Stadden. Malgré cette défaite, l'Angleterre gagne le tournoi après avoir remporté les deux derniers matches contre l'Écosse et l'Irlande.
Frank Evershed est retenu avec l'équipe d'Angleterre pour disputer le tournoi britannique en 1892 pour le match d'ouverture face au pays de Galles; la victoire est nette (17-0 et quatre essais à rien) avec une réalisation d'Evershed. Les Anglais s'imposent nettement également lors du match suivant contre les Irlandais (7-0), Frank Evershed marque une nouvelle fois, imité par Launcelot Percival. Il ne marque pas lors du dernier match qui est toutefois gagné 5 à 0, le tournoi britannique 1893 est remporté par l'Angleterre en obtenant une Triple Couronne, avec sept essais inscrits et aucun point encaissé.
Frank Evershed est retenu avec l'Angleterre pour disputer le tournoi britannique en 1893 pour le match d'ouverture face au pays de Galles. Disputé à l'Arms Park de Cardiff, le terrain est protégé du gel lors de la nuit précédente avec 500 brasiers disséminés à travers l'aire de jeu. Il en résulte que le terrain est glissant, et les conditions de jeu sont aggravées par la présence d'un vent fort. L'équipe anglaise joue la première mi-temps avec le vent dans le dos et les neuf avants du pack anglais dominent leurs vis-à-vis gallois. À la pause, le pays de Galles est mené 7 à 0, avec des essais de Frederick Lohden et d'Howard Marshall et une transformation du capitaine anglais Andrew Stoddart. Le début de seconde mi-temps voit Marshall d'illustrer à nouveau à la suite d'un bon travail des avants anglais. Cependant le pack anglais ne peut continuer sur un tel rythme et les joueurs faiblissent. Les Gallois inscrivent deux essais avant qu'Howard Marshall n' en inscrive un troisième pour son premier match aux couleurs du XV de la Rose. L'avantage est de 11 à 7. Les Gallois marquent un nouvel essai et un tir au but pour l'emporter 12 à 11. La deuxième rencontre oppose les Irlandais aux Anglais à Lansdowne Road.
Sur les dix matches disputés en équipe nationale, Frank Evershed l'emporte à sept reprises. Il dispute sa dernière rencontre internationale le 4 mars 1893 à Leeds pour une opposition Angleterre - Écosse, une défaite concédée 0 à 8.

## Statistiques en équipe nationale
Frank Evershed dispute dix matches avec l'équipe d'Angleterre, inscrivant quatre essais soit sept points. Il participe à trois tournois britanniques : en 1892 remporté par l'Angleterre avec la Triple couronne. Il gagne également le Tournoi 1890.
| Année | Compétition         | Matches | Points | Essais | Transf. |
| 1889  | Test match          | 1       | 1      | 1      | -       |
| 1890  | Tournoi britannique | 3       | 2      | 1      | -       |
| 1892  | Tournoi britannique | 3       | 4      | 2      | -       |
| 1893  | Tournoi britannique | 3       | -      | -      | -       |
| Total | Total               | 10      | 7      | 4      | -       |